# てくてく歩いてチャリンチャリン 1歩1円
『てくてく歩いてチャリンチャリン 1歩1円』（てくてくあるいてチャリンチャリン いっぽいちえん）は2015年10月26日から同年11月23日までテレビ東京の月曜『ソコアゲ★ナイト』で放送されていたバラエティ番組。

## 内容
3日間万歩計と連動した夢のヘルメット（制作期間30日、制作費42万円）を被り歩き、その歩数に連動した出演料（1歩1円）が支払われる。

## 出演者
- 1回:お侍ちゃん
- 2回:岡本信人
- 3回:矢口真里
- 4回:アイリ
- 5回:エリック・ワイナイナ

## 放送リスト
| 2015年 | 2015年       | 2015年 | 2015年                                             | 2015年                           | 2015年                                      | 2015年 |
| 回     | 放送日       | サブタイトル | 歩く目的                                           | スタート地点、目的地             | 最終的な歩数、食費宿泊費を差し引いたギャラ  | 他 |
| ------ | ------------ | --- | -------------------------------------------------- | -------------------------------- | ------------------------------------------- | --- |
| 1      | 10月26日     | ひたすら歩いて「おにぎりと柿」をもらい ついでに「足にマメ」までもらったら 思いっきり笑いを忘れた侍の巻            | 妻にエレキテルで動く漕ぎ馬をプレゼント             | 静岡県三島市、東京都東中野の自宅 | 167308歩(推定歩行距離約86km)、167,308円     | 自宅まで残り34kmで挑戦を諦め南町田駅から落合まで電車に乗り帰宅                                                                 |
| 2      | 11月2日      | 幻の野草を探しに壱岐の島に行ったら なかなか見つからなくて スタッフに八つ当たりした野草おじさんの巻き              | 幻の野草オキノアブラギクを探して食べる!            | 大阪、島根・隠岐の島             | 3日間56276歩(移動距離約450km)、23,011円     | 野草監修:多田多恵子(立教大学・ICU講師) アドバイザー:平田正札さん(隠岐世界ジオパーク研究員                                      |
| 3      | 11月9日      | あの騒動以来 人が怖い･･･ やぐっちゃんが思い切って外に出たら 残念な事件ぼっ発の巻                                  | 中澤裕子の出産祝いのため福岡へ                     | 東京、福岡                       | 3日間80569歩(移動距離約1000km)、15,116円    | |
| 4      | 11月17日0:28 | 大物2世アイリちゃん、はじめての1人旅。 屋久島なんか2泊3日で行けるワケないのに、 適当に歩き出して借金地獄の巻      | 屋久島の縄文杉を目指し“新しい自分を探す旅”をしたい | 東京、屋久島                     | 3日間72110歩(約1300km)、18,493円            | 前夜に『未来世紀ジパング』スペシャル（22:00 - 23:24）放送のため、30分繰り下げ、火曜日になってからの放送となる（0:28 - 1:15）。 |
| 5      | 11月23日     | 人類は3日でどこまで遠くへ行けるのか!? 五輪メダリストが挑戦してみたら･･･ 人間じゃなかった! ･･･じゃあ何なんだ!?の巻 | 3日でどこまで遠くへ行けるかチャレンジ!             | 東京、新潟                       | 3日間243464歩(総移動距離約279km)、224,878円 | 3日目距離を稼ぎたいワイナイナはヘルメットを完全に外して歩数計を腰に装着                                                        |

## スタッフ
- 挿入歌:長渕剛「長いのぼり坂」
- ナレーター:ねば〜る君
- 構成:佐藤允彦、廿楽大輔
- 撮影:佐野考治、吉川英嗣、松原航、速水とし子、小川徹、小島隆志、田中和徹、猪須頌太、諸頭昇、小川徹
- 編集:早川政秀、富田一弘、本郷孝之、大西喜久
- MA:上野裕、東麻奈美
- 音効:有木岳人
- 撮影:有木岳人
- デスク:後藤由枝
- 番宣:大関明彦
- 技術協力:マリポーサカンパニー、テクノマックスビデオセンター、光学堂、ビッグベン
- 衣装協力:MAPPLE
- 植物慣監修:多田多恵子
- AD:下村隼郎、柳イェスル、谷川元基、岡本華緒莉、木村康子
- AP:藤林千絵
- ディレクター:相川武史、小林洋、大塚華子、土方教裕、増田貴也、如沢大介、小関絢也、和田良幸、中尾光佐
- 演出:野村正人
- プロデューサー:伊藤隆行、富安いたる、竹前光昭、相川武史
- 制作協力:begin
- 製作著作:テレビ東京

## ネット局と放送時間
| 放送対象地域   | 放送局         | 系列           | 放送日時                                                 | 放送期間                                                   | 備考       |
| -------------- | -------------- | -------------- | -------------------------------------------------------- | ---------------------------------------------------------- | ---------- |
| 関東広域圏     | テレビ東京     | テレビ東京系列 | 月曜 23:58 - 翌0:45                                      | 2015年10月26日 - 11月23日                                  | 制作局     |
| 北海道         | テレビ北海道   | テレビ東京系列 | 月曜 23:58 - 翌0:45                                      | 2015年10月26日 - 11月23日                                  | 同時ネット |
| 愛知県         | テレビ愛知     | テレビ東京系列 | 月曜 23:58 - 翌0:45                                      | 2015年10月26日 - 11月23日                                  | 同時ネット |
| 岡山県・香川県 | テレビせとうち | テレビ東京系列 | 月曜 23:58 - 翌0:45                                      | 2015年10月26日 - 11月23日                                  | 同時ネット |
| 福岡県         | TVQ九州放送    | テレビ東京系列 | 月曜 23:58 - 翌0:45                                      | 2015年10月26日 - 11月23日                                  | 同時ネット |
| 和歌山県       | テレビ和歌山   | 独立局         | 金曜 1:34 - 2:20（木曜深夜）                             | 2015年11月20日 - 12月18日                                  | 遅れネット |
| 熊本県         | テレビくまもと | フジテレビ系列 | 金曜 0:25 - 1:15（木曜深夜）                             | 2016年1月15日 - 2月12日                                    | 遅れネット |
| 鳥取県・島根県 | 山陰放送       | TBS系列        | 水曜 23:53 - 翌0:38                                      | 2016年2月17日 - 3月16日                                    | 遅れネット |
| 高知県         | 高知放送       | 日本テレビ系列 | 木曜 16:00 - 16:53                                       | 2016年2月25日 - 3月24日                                    | 遅れネット |
| 岩手県         | 岩手朝日テレビ | テレビ朝日系列 | 土曜 16:25 - 17:25 土曜 10:50 - 11:45 土曜 12:00 - 12:55 | 2016年2月27日・3月5日 2016年3月19日・3月26日 2016年4月30日 | 遅れネット |
| 新潟県         | 新潟放送       | TBS系列        | 土曜 16:15 - 17:00                                       | 2016年3月5日 - 4月2日                                      | 遅れネット |
| 鹿児島県       | 南日本放送     | TBS系列        | 水曜 0:10 - 1:00（火曜深夜）                             | 2016年4月6日 - 5月4日                                      | 遅れネット |